# تشادويك بوسمان
تشادويك بوسمان (بالإنجليزية: Chadwick Boseman)‏‏ (29 نوفمبر 1976 - 28 أغسطس 2020) من مواليد أندرسون، كارولاينا الجنوبية، الولايات المتحدة، ممثل وكاتب سيناريو أمريكي بدأ مسيرته الفنية عام 2003 حتى وفاته. توفي عن عمر ناهز 43 عامًا في مدينة لوس أنجلوس - بعد صراع دام أربعة سنوات - مُتأثرًا بإصابته بسرطان القولون.

## مولده ونشأته

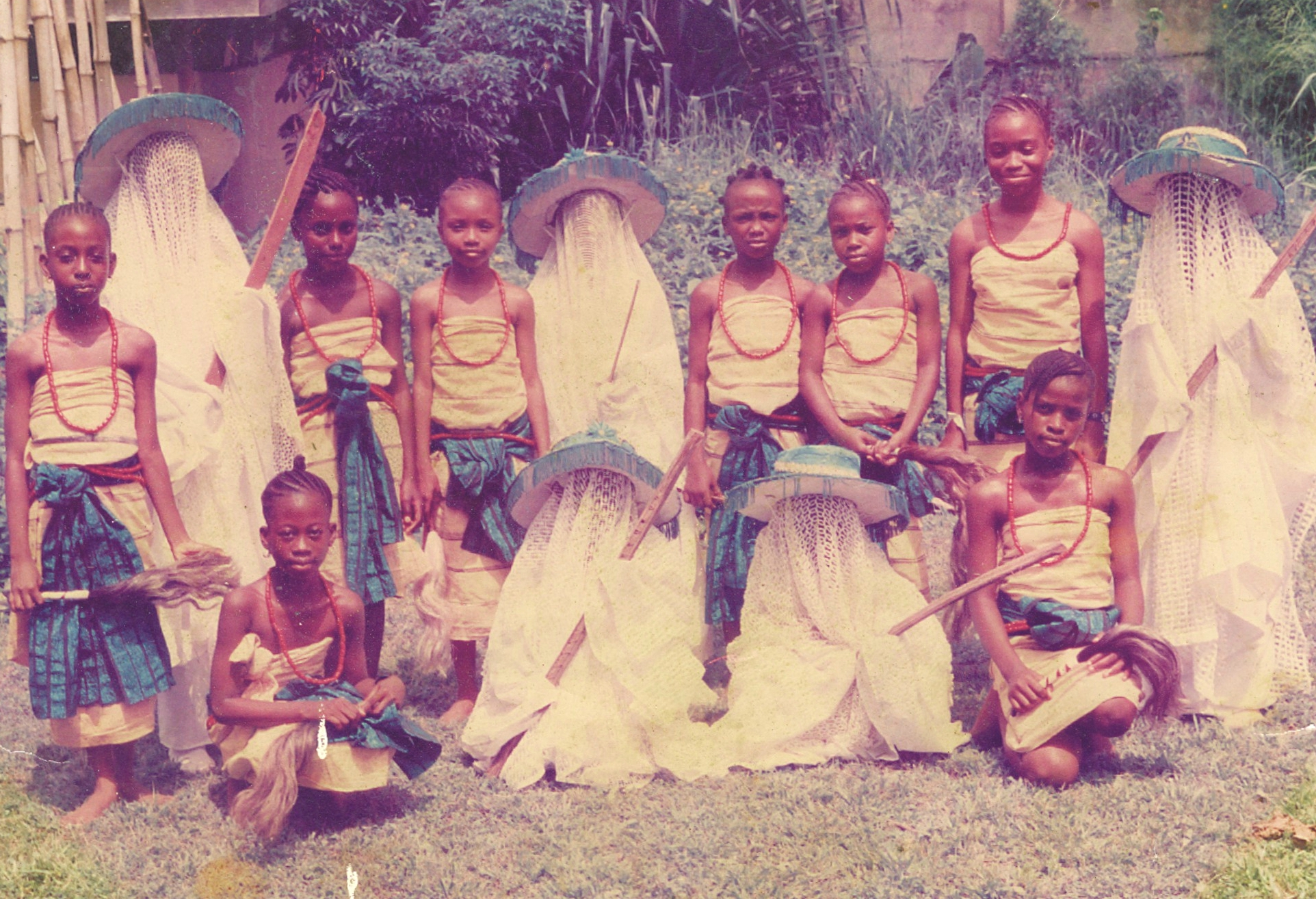
شعب يوروبا الذي ينتمي إليهم أسلاف بوسمان

وُلد تشادويك آرون بوسمان في 29 نوفمبر 1976 في أندرسون بولاية كارولاينا الجنوبية، لأبوين أمريكيين من أصل أفريقي كارولين وليروي بوسمان. وفقًا لبوزمان ، أشارت اختبارات الحمض النووي إلى أن أسلافه كانوا أشخاصًا من كريو من سيراليون ، وشعب يوروبا من نيجيريا، وشعب ليمبا من سيراليون. كانت والدته ممرضة وكان والده يعمل في مصنع نسيج ، كما كان يدير تجارة تنجيد. تخرج بوسمان من مدرسة T.L.Hna الثانوية في عام 1995. في سنته الإعدادية ، كتب مسرحيته الأولى Crossroads وقدمها في المدرسة بعد إطلاق النار على زميل له وقتل.
التحق الممثل الراحل بالكلية بجامعة هوارد في واشنطن العاصمة، وتخرج عام 2000 بدرجة بكالوريوس في الفنون الجميلة في الإخراج. كانت فيليسيا رشاد واحدة من أساتذته التي أصبحت مرشدة. ساعدت في جمع الأموال، ولا سيما من صديقتها والممثل البارز دينزل واشنطن، حتى يتمكن بوسمان وبعض زملائه من حضور برنامج أكسفورد منتصف الصيف التابع لأكاديمية الدراما البريطانية الأمريكية في لندن، والذي تم قبولهم فيه. أراد بوسمان الكتابة والإخراج، وبدأ في البداية في دراسة التمثيل لمعرفة كيفية الارتباط بالممثلين. بعد عودته إلى الولايات المتحدة، تخرج من أكاديمية السينما الرقمية في مدينة نيويورك.

## الحياة الشخصية

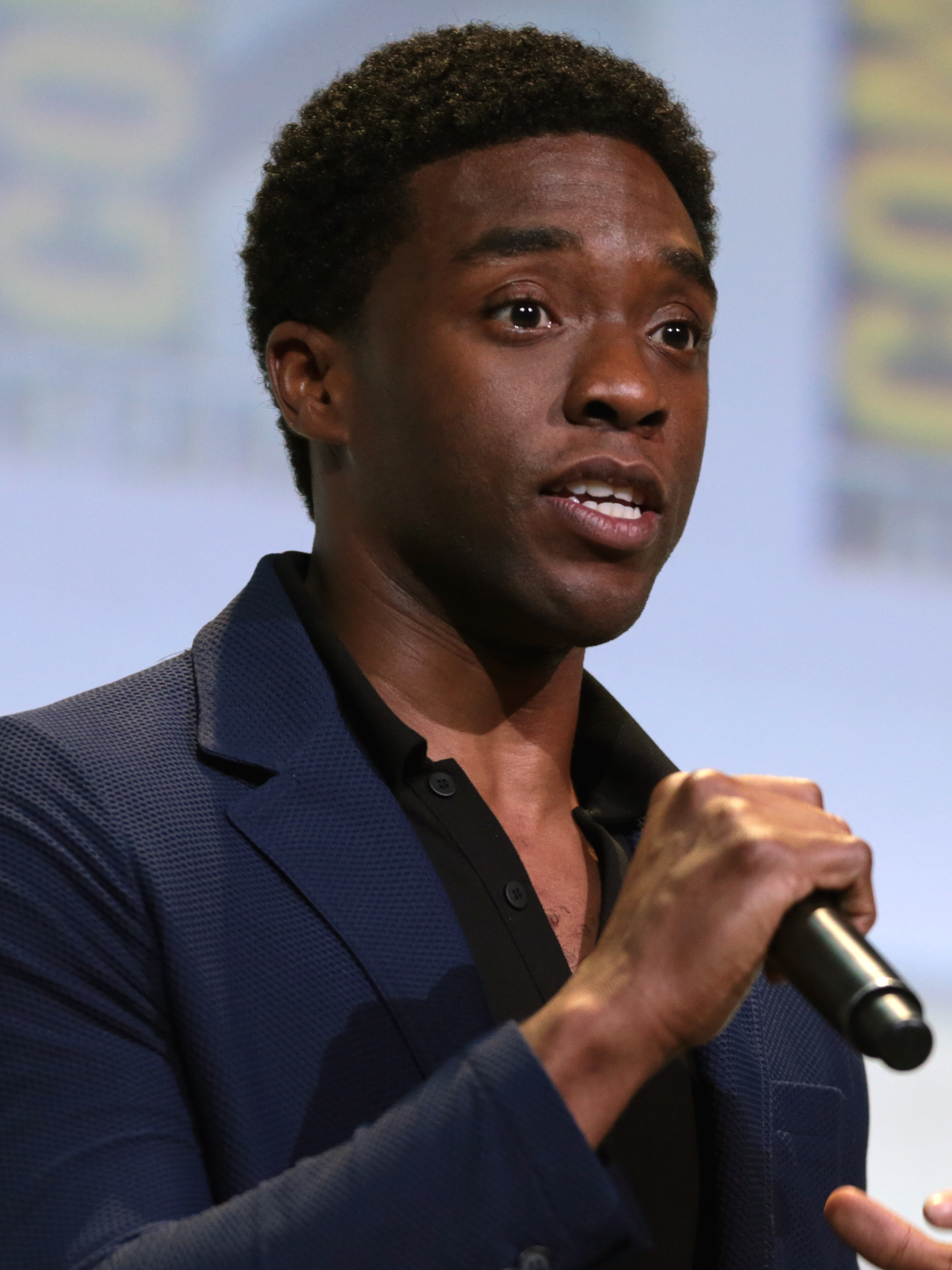
تشادويك بوسمان يتحدث في سان دييجو 2016

واعد بوسمان تايلور سيمون ليدوارد ثلاثون عامًا، اعتبارًا من عام 2015. وفي 2016 تم تشخيص بوسمان بالسرطان بعد مرور عام على علاقتهم. وبعد مرور أربع سنوات على العلاقة بينهما تم إعلان الخطوبة في أكتوبر 2019، ولاحقًا تم الزواج في سرية تامة قبيل وفاته.

## الأعمال

### الأفلام
| علامة الخنجرية | تشير إلى الأعمال التي لم يتم عرضها بعد |

| السنة | العنوان                     | الدور                             | المخرج                   | ملاحظات                               | المصدر. |
| ----- | --------------------------- | --------------------------------- | ------------------------ | ------------------------------------- | ------- |
| 2008  | ذي اكسبرس: قصة إرني ديفيس   | فلويد ليتل                        | جاري فليدر               |                                       | [ 24 ]  |
| 2012  | الثقب القاتل                | الملازم صموئيل دريك               | ميشا ويبلي               |                                       | [ 25 ]  |
| 2013  | 42                          | جاكي روبينسون                     | بريان هيلجلاند           |                                       | [ 24 ]  |
| 2014  | يوم المسودة                 | فونتاي ماك                        | ايفان ريتمان             |                                       | [ 26 ]  |
| 2014  | انهض                        | جيمس براون                        | تيت تايلور               |                                       | [ 24 ]  |
| 2016  | جودز أوف إيجبت              | تحوت                              | أليكس بروياس             |                                       | [ 27 ]  |
| 2016  | كابتن أمريكا: الحرب الأهلية | النمر الأسود                      | الأخوان أنثوني و جو روسو |                                       | [ 28 ]  |
| 2016  | رسالة من الملك              | جاكيب كينج                        | فابريس دو ويلز           | أيضا منتج تنفيذي                      | [ 29 ]  |
| 2017  | مارشال                      | ثورغود مارشال                     | ريجينالد هودلين          | أيضا منتج مشارك                       | [ 30 ]  |
| 2018  | النمر الأسود                | تي كالا / النمر الأسود            | رايان كوغلر              |                                       | [ 31 ]  |
| 2018  | المنتقمون: الحرب اللانهائية | تي كالا / النمر الأسود            | الأخوان أنثوني و جو روسو |                                       | [ 32 ]  |
| 2019  | المنتقمون: نهاية اللعبة     | تي كالا / النمر الأسود            | الأخوان أنثوني و جو روسو |                                       | [ 33 ]  |
| 2019  | 21 جسرا                     | أندريه ديفيس                      | براين كيرك               | منتج أيضا                             | [ 34 ]  |
| 2020  | دا فايف بلود                | نورمان إيرل هولواي "ستورمين نورم" | سبايك لي                 |                                       | [ 35 ]  |
| 2020  | قاع ريني الاسود             | ليفي                              | جورج س. ولف              | مرحلة ما بعد الإنتاج؛ سيعرض بعد وفاته | [ 36 ]  |

### التلفاز
| السنة     | العنوان           | الدور                            | ملاحظات                            | المصدر.       |
| --------- | ----------------- | -------------------------------- | ---------------------------------- | ------------- |
| 2003      | أول ماي تشيلدرن   | ريجي بورتر                       | دور متكرر                          | [ 37 ]        |
| 2003      | الساعة الثالثة    | ديفيد ويفر                       | الحلقة: "بدلاً من جونسون"           | [ 38 ]        |
| 2004      | قانون ونظام       | فوستر كيز                        | حلقة: "هل يمكنني الحصول على شاهد؟" | [ 38 ]        |
| 2006      | سي إس آي: نيويورك | روندو                            | حلقة: "الأبطال"                    | [ 39 ]        |
| 2008      | ER                | ديريك تايلور                     | حلقة: "أو, أخي"                    | [ 38 ]        |
| 2008      | كولد كيس          | دكستر كولينز                     | الحلقة: "ستريت موني/أموال الشوارع" | [ 38 ]        |
| 2008–2009 | لينكولن هايتس     | ناثانيال "نيت" راي               | 9 حلقات                            | [ 40 ]        |
| 2009      | اكذب علي          | كاب ماكنيل                       | حلقة: "الحقيقة أو العواقب"         | [ 41 ]        |
| 2010      | أشخاص مجهولون     | الرقيب ماكنير                    | 13 حلقة                            | [ 39 ]        |
| 2010      | ذي غلايدز         | مايكل ريتشموند                   | حلقة: "العسل"                      | [ 42 ] [ 43 ] |
| 2011      | كاسل              | جاك راسل                         | الحلقة: "بوف، أنت ميت"             | [ 39 ]        |
| 2011      | فرينج             | مارك ليتل / كاميرون جيمس         | الحلقة: "الموضوع 9"                | [ 44 ]        |
| 2011      | ديترويت 1-8-7     | تومي ويستن                       | حلقة: "ضربة/ خطاب التغطية"         | [ 45 ]        |
| 2011      | مبرر              | رالف بيمان                       | حلقة: "من أجل الدم أو المال"       | [ 39 ]        |
| 2018      | ساترداي نايت لايف | هو نفسه                          | حلقة: "تشادويك بوسمان/كاردي بي"    | [ 46 ]        |
| 2021      | ماذا لو...?       | تي كالا/النمر الأسود / ستار-لورد | دور صوت مضيف                       | [ 47 ]        |

## الوفاة
شُخِّص بوسمان بسرطان القولون وهو في مرحلته الثالثة في عام 2016، والذي ما لبث وأن تقدم في النهاية إلى المرحلة الرابعة قبل عام 2020. لم يتحدث بوسمان علنًا عن إصابته بالسرطان لوسائل الإعلام. أثناء تلقيه العلاج؛ والذي تَكَوَّن من عدة عمليات الجراحية المتعددة بالإضافة إلى العلاج الكيميائي، واصل بوسمان العمل وأكمل تصوير العديد من الأفلام، بما في ذلك فيلم مارشال وفيلم دا فايف بلود وقاع ريني الأسود وغيرها.
توفي بوسمان في منزله بسبب المضاعفات المتعلقة بسرطان القولون في 28 أغسطس 2020، إلى جنب زوجته وعائلته. ووَرَدَ في بيان رسمي على حساباته على مواقع التواصل الاجتماعي ما يلي:
«بحزن لامُتَناهٍ فإننا نؤكد وفاة تشادويك بوسمان. شُخِص تشادويك بسرطان القولون في مرحلته الثالثة في عام 2016، وصارعه خلال السنوات الأربع الماضية حتى تقدم به المرض إلى المرحلة الرابعة. إنه لمقاتلٌ حقيقي، تشادويك ثابر خلال تلك الفترة ليجلب لكم جميع الأفلام التي أحببتموها؛ من مارشال إلى دا فايف بلود، وصولاً إلى قاع ريني الأسود والعديد من الأفلام الأخرى، جميعها صُورَت أثناء وبين عدد لا يحصى من العمليات الجراحية وجلسات العلاج الكيميائي. ⁣لقد كان شرفًا لمسيرته إحياء الملك تاكيلا في النمر الأسود. لقد مات (تشادويك) في منزله، مع زوجته وعائلته إلى جنبه.⁣ تشكركم عائلته على حبكم وصلواتكم، وتطلب منكم الاستمرار في احترام خصوصيتهم أثناء هذا الوقت العصيب.»

## وصلات خارجية
- تشادويك بوسمان على موقع IMDb (الإنجليزية)
- تشادويك بوسمان على موقع ميتاكريتيك (الإنجليزية)
- تشادويك بوسمان على موقع الموسوعة البريطانية (الإنجليزية)
- تشادويك بوسمان على موقع روتن توميتوز (الإنجليزية)
- تشادويك بوسمان على موقع مونزينجر (الألمانية)
- تشادويك بوسمان على موقع قاعدة بيانات الأفلام العربية
- تشادويك بوسمان على موقع ألو سيني (الفرنسية)
- تشادويك بوسمان على موقع رولينغ ستون (الإنجليزية)
- تشادويك بوسمان على موقع تيرنر كلاسيك موفيز (الإنجليزية)
- تشادويك بوسمان على موقع أول موفي (الإنجليزية)